# Miguel Ángel Trilles

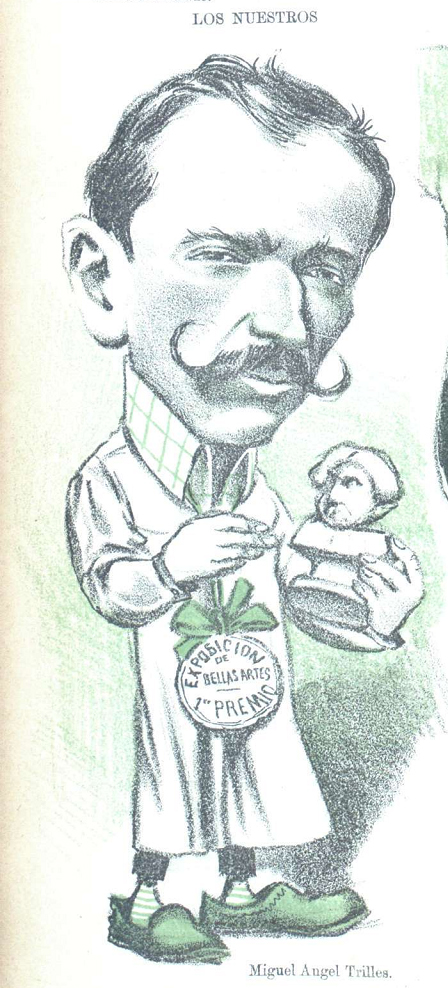
Trilles en la revista satírica Don Quijote, 1902.

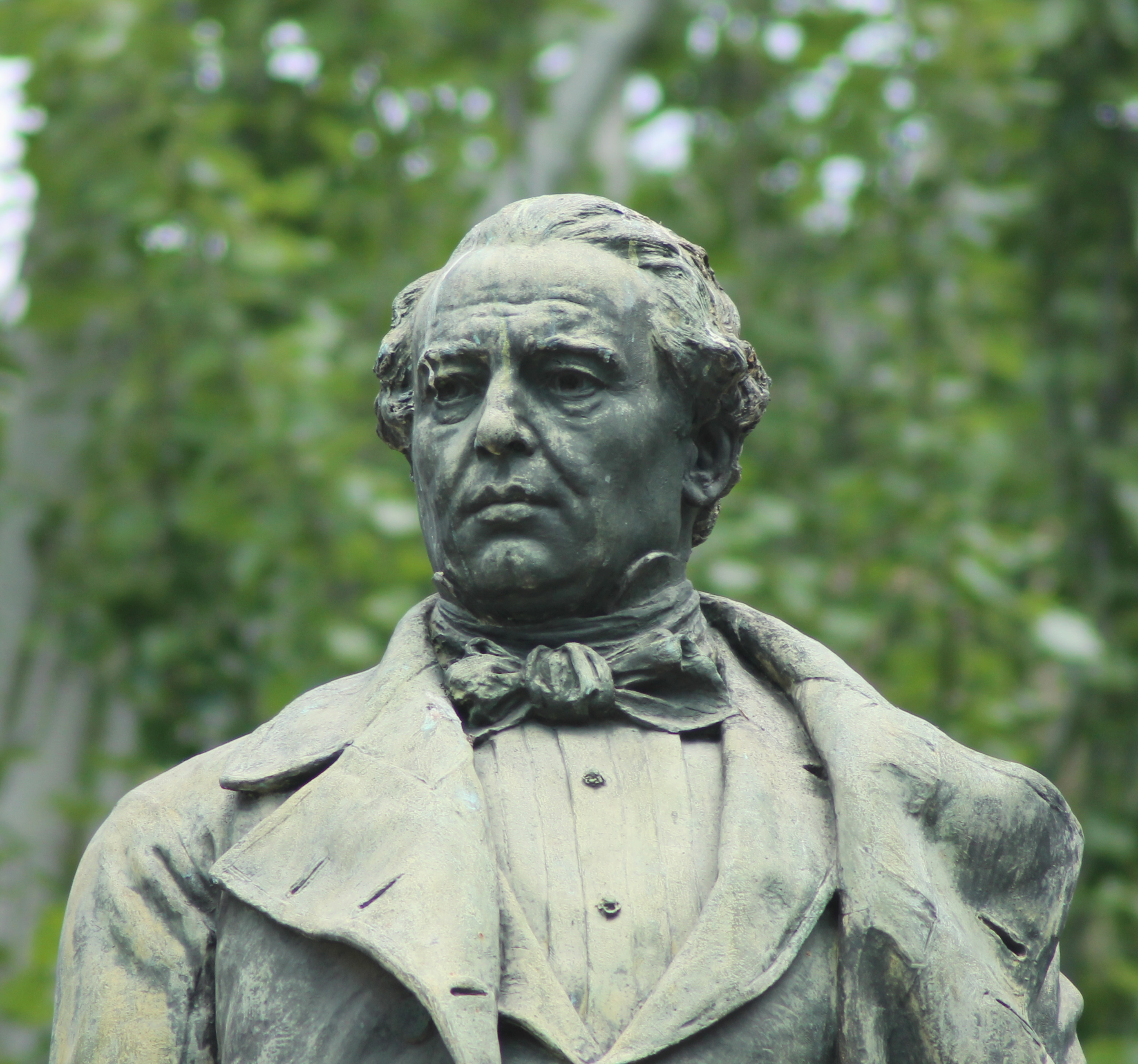
Monumento a Juan Bravo Murillo, calle de Bravo Murillo 42, Madrid.

Miguel Ángel Trilles Serrano (1866-1936) fue un escultor español.

## Biografía
Nacido el 20 de marzo de 1866 en Madrid, estudió en esta misma ciudad en la Academia de Bellas Artes y la Escuela Especial de Pintura, Escultura y Grabado. Fue pensionado en Roma entre 1895 y 1899. Fue profesor en las escuelas de artes de Almería y Toledo a comienzos del siglo xx.  Se hizo con sendas medallas de oro en la Exposición Nacional de Bellas Artes por la escultura El gigante Anteo, en 1901, y por Perseo y Andrómeda, en 1904. Entre su obra se encuentra además la escultura en homenaje a Juan Bravo Murillo instalada inicialmente en la glorieta de Bilbao y que sería más adelante trasladada a la calle epónima. Miembro numerario de la Real Academia de Bellas Artes de San Fernando desde el 30 de marzo de 1913, falleció el 9 de julio de 1936. Era hijo del también escultor José Trilles y Badenes (Castellón, 1827-Madrid, 1894).